# Kung Jin
Kung Jin es un personaje ficticio de la franquicia de juegos de lucha Mortal Kombat de NetherRealm Studios. Debutó en Mortal Kombat X (2015) como un arquero Shaolin y pariente de su compañero Shaolin Kung Lao que se une a una nueva generación de héroes que defienden Earthrealm. Kung Jin maneja un sistema de arco y flecha para ataques cuerpo a cuerpo y con proyectiles.
El personaje es el primer luchador LGBT masculino de la serie Mortal Kombat y ha recibido una importante atención de los medios y un debate sobre la representación de personajes LGBT en Mortal Kombat, así como en los juegos de lucha en general.

## Concepto y diseño
Kung Jin fue presentado como pariente de Kung Lao en avances y transmisiones de juego de Mortal Kombat X subidos en marzo de 2015. Según NetherRealm Studios, el traje predeterminado de Kung Jin se inspiró en los arqueros nómadas mongoles, y lo usa como símbolo de su aceptación de su papel como héroe. Johnny Yong Bosch aparece acreditado como el actor de voz de Kung Jin en Mortal Kombat X. Lewis Tan interpretó a Kung Jin en la serie web inédita Mortal Kombat X: Generations.
Aunque no se indicó explícitamente en Mortal Kombat X, Kung Jin fue confirmado como el primer personaje gay de la serie por el empleado de NetherRealms Studios, Dominic Cianciolo, en las redes sociales. Un ejemplo notable de diálogo dentro del juego que alude a su sexualidad involucra una conversación entre él y Raiden, donde este último lo convence de continuar con el legado de sus parientes que eran monjes Shaolin. Kung Jin expresa su temor de que los Shaolin no lo acepten tal como es, pero Raiden le responde: "Solo les importa lo que hay en tu corazón. No a quién tu corazón desea". Un posible intercambio de diálogo entre Kung Jin y Tanya antes de su pelea confirma su falta de interés en los miembros del sexo opuesto.

## Apariciones
En Mortal Kombat X, Kung Jin es presentado como un descendiente del legendario héroe de Earthrealm, el Gran Kung Lao, y un primo de Kung Lao, quien es un revenant no-muerto corrompido por el malvado Dios Anciano Shinnok durante los eventos del juego. Como miembro de la Sociedad del Loto Blanco, una facción cofundada por la Orden de la Luz Shaolin y Raiden, el protector inmortal de Earthrealm, lucha junto a la unidad militar de Cassie Cage para repeler las fuerzas hostiles de Outworld y Netherrealm. Según la historia del personaje, se mudó con su familia a los Estados Unidos después de la muerte de Kung Lao, donde viven en la pobreza. Originalmente operaba como ladrón hasta que Raiden lo convenció de abandonar sus actividades criminales y entrenar con los Shaolin en su Academia Wu Shi.
Kung Jin aparece como un personaje jugable en Mortal Kombat Mobile, un juego móvil vinculado a Mortal Kombat X. Aparece en el número 12 del cómic vinculado a Mortal Kombat X del mismo nombre, una miniserie precuela que se desarrolla antes de la historia del juego.
Kung Jin no aparece en Mortal Kombat 11, aunque se hace referencia a él de pasada. Se le establece a través de continuidad retroactiva como sobrino de Kung Lao.

## Recepción crítica
La aparición de Kung Jin en Mortal Kombat X recibió comentarios mixtos por parte de los críticos. Sam Machkovech dijo que Kung Jin, cuyo bastón podría convertirse en un arco para lanzar flechas en varias pantallas, es un buen ejemplo de un personaje que ofrece un estilo de juego nunca antes visto en un juego de Mortal Kombat. Al escribir para Kotaku, Evan Narcisse inicialmente se mostró escéptico sobre el atractivo de Kung Jin como personaje jugable, pero se sintió atraído por el conjunto de movimientos del personaje, que involucraba golpes rápidos con opciones para mantener a los oponentes a distancia como estilo de juego. Gavin Jasper de Den of Geek clasificó a Kung Jin en el puesto 52 en su lista de 2019 de personajes jugables de la serie, considerando su personalidad como la "más aburrida" de los nuevos personajes de Mortal Kombat X.
La escena de flashback que alude a la orientación sexual del personaje recibió una cobertura significativa de los medios de comunicación, comenzando con la interpretación inicial del Gay Star News del tema del personaje y la posterior confirmación por parte de Cianciolo como un tema LGBT. Jef Rouner, del Houston Press, destacó la importancia de la revelación a pesar de su naturaleza sutil, y destacó a Kung Jin como potencialmente el primer personaje jugable abiertamente gay en un juego de lucha, y uno de los pocos personajes LGBTQ que existen en el género en su conjunto. Vikki Blake de Destructoid estuvo de acuerdo en que la revelación fue sutil, pero sugirió que presentó a Kung Jin como un personaje que potencialmente tiene una de las historias de fondo más ricas e interesantes del juego. El medio de comunicación indonesio Liputan 6 informó que la recepción general de los fanáticos hacia la revelación había sido divisiva, pero señaló que algunos jugadores creían que la sexualidad de Kung Jin tenía poca relevancia con su opinión real del personaje. Rouner llamó la atención sobre la reacción contra la confirmación de la identidad del personaje por parte de un segmento de la comunidad de videojuegos, denunciando lo que describió como homofobia o un esfuerzo deliberado por degradar las representaciones de personajes que no se ajustan a su visión del mundo. Al escribir para Paste, Todd Harper describió la naturaleza de la presentación de Kung Jin como un personaje LGBT como "complicada", y que tenía sentimientos encontrados sobre el tema: por un lado, estaba contento de que con Kung Jin, NetherRealm Studios hiciera un esfuerzo sólido con la representación respetuosa de un hombre asiático queer, un grupo demográfico subrepresentado en los medios populares. Por otra parte, Harper expresó su preocupación por la posibilidad de que la identidad de Kung Jin se presente con buen gusto de una manera "consistentemente significativa pero no abrumadora" sin recurrir a estereotipos o tropos dañinos, citando como ejemplos de comparación que consideraba preocupantes, como Poison de la serie Street Fighter.
A la luz de su identidad confirmada como hombre gay, James Kozanitis de GameRevolution clasificó a Kung Jin en su lista de 2016 de los cinco personajes LGBT más memorables en los videojuegos. En enero de 2019, Ella Braidwood de Pink News informó sobre las reacciones en las redes sociales hacia el anuncio inicial de la lista de Mortal Kombat 11, y señaló que una cantidad sustancial de fanáticos de la serie querían ver el regreso de Kung Jin como un personaje jugable. Jasper pensó que el personaje tenía potencial como un "miembro de lengua plateada de la nueva generación de héroes" que se ve obligado a cometer bandidaje social como resultado de sus simpatías con las masas empobrecidas y que la alusión a su sexualidad en la escena era "realmente dulce, bien hecha y muy bienvenida", pero expresó su decepción por la subutilización del personaje después de su primera aparición en Mortal Kombat X.